# Rati Aleksidze
Rati Aleksidze (Georgisch: რატი ალექსიძე) (Tbilisi, 3 augustus 1978) is een voormalig profvoetballer uit Georgië. Hij speelde eerder in onder meer Engeland, Rusland en zijn vaderland Georgië.

## Interlandcarrière
Aleksidze speelde vanaf 1998 in totaal 28 officiële interlands (twee doelpunten) voor het Georgisch voetbalelftal. Hij maakte zijn debuut voor de nationale ploeg op 18 november 1998 in de vriendschappelijke interland tegen Estland (3-1-overwinning).

## Erelijst
Dinamo Tbilisi
- Georgisch landskampioen

1997, 1998, 1999, 2003
- Georgisch bekerwinnaar

1997, 2003
 Chelsea
- FA Cup

2000
- Community Shield

2000